# Justo Bolekia
Justo Bolekia Boleká (Santiago de Baney, 13 de dezembro de 1954) é um filólogo, poeta e romancista espanhol de origem guinéu-equatoriana.

## Biografia
Nasceu em Santiago de Baney (ilha de Bioko). Cursou estudos universitários na Universidade Complutense de Madrid obtendo os títulos de Diplomado em Formação de Professorado de Educação Geral Básica, Licenciado em Filologia Moderna (Seção de Francês) e o grau de Doutor em Filologia Moderna em 1986. Desde 8 de junho de 2007 é Doutor pela Universidade de Salamanca e obteve o Prêmio Extraordinário de Doutorado por esta mesma universidade.
É Catedrático do Departamento de Filologia Francesa da Universidade de Salamanca. Foi Diretor da Escola Universitária de Educação de Ávila. Desde junho de 2015 é Acadêmico Correspondente da Real Academia Espanhola.

### Vida política
Na política foi responsável pela coalizão opositora ao governo guinéu-equatoriano, Democratas pela Mudança para a Guiné Equatorial e Delegado Permanente no Exterior do MAIB (Movimento pela Autodeterminação da Ilha de Bioko), em oposição ao regime de Teodoro Obiang.

## Algumas obras[1]

### Artigos
- El aumento o actualizador definido en lengua bubi (em "Muntu, Revue scientifique et Culturelle", n.7, Gabão, 1987)
- Panorama de la literatura en español en Guinea Ecuatorial (em Anuario del Instituto Cervantes, 2005).  ISBN 84-01-37935-0, págs. 97-152. Também em https://cvc.cervantes.es/lengua/anuario/anuario_05/bolekia/p01.htm
- La realidad literaria y lingüística de Guinea Ecuatorial (em El Fingidor nº 19-20, maio-dezembro de 2003, Revista de Cultura. Páginas Monográficas. Universidade de Granada).
- Escritores guineoecuatorianos y diáspora páginas 411-417. Em	Afro-Hispanic Review. Volume 28, Número 2 (Outono de 2009). Patrocinado pelo Departamento de Espanhol e Português em Colaboração com o Centro Cultural Negro Bishop Joseph Johnson na Universidade Valderbilt. Nashville, Tennessee (EUA). ISSN: 0278-8969.
- Literatura Francófona Africana (em Pueblos nº 2003, Revista de Información y Debate. ISSN 1577-4376)
- El auge y el declive de las culturas del África Occidental (o Atlántica) (em Revista Vegueta: Anuario de la Facultad de Geografía e Historia. nº 14 (2014). Gran Canaria: Las Palmas de Gran Canaria. Dezembro de 2014. ISSN: 1133-598X.
- A lingua Bubi: desaparecimento ou reabilitação? (LA LENGUA BUBI: ¿Desaparición o rehabilitación?) em	PLATÔ Revista do Instituto Internacional da Língua Portuguesa. Cidade da Praia (Cabo Verde). Vol. 3, N. 6 (2013). ISSN: 2311-6625 on line.

### Teses de Doutorado
- Aspectos lingüísticos y sociolingüísticos del bubi del noreste (tese de doutorado, Editorial da Universidade Complutense de Madrid, 1988)
- La enculturación bubi desde los préstamos del pidgin-english. Procesos de lexicalización progresiva (Universidade de Salamanca, 2007)

### Libros de Ensayo
- Curso de Lengua Bubi (Malabo: Centro Cultural Hispano-Guineano/Agencia Española de Cooperación Internacional, 1991). ISBN 84-7232-608-X.
- Antroponimia bubi. Estudio Lingüístico (Madrid: Instituto de Cooperación para el Desarrollo (AECI), 1994). ISBN 84-604-9175-7.
- Narraciones bubis. Otra morfología del cuento africano (Salamanca: Ediciones Universidad de Salamanca. Colección Aquilafuente, 1994). ISBN 84-7481-965-2.
- Breve diccionario bubi-castellano y castellano-bubi (Madrid: Gram Ediciones, 1997). ISBN 84-88519-04-4 (Con la ayuda de la AECI).
- Aprender el bubi. Método para principiantes (Madrid: Sial Ediciones. Colección Casa de África nº 2, 1999). ISBN 84-95140-08-X (Com ajuda da AECI).
- Lenguas y Poder en África (Madrid: Editorial Mundo Negro, 2001).  ISBN 84-7295-169-3.
- Aproximación a la historia de Guinea Ecuatorial (Salamanca: Amarú Ediciones, 2003). ISBN 84-8196-174-4.
- La Francofonía. El nuevo rostro del colonialismo en África (Salamanca: Amarú Ediciones, 2005). ISBN 84-8196-225-2.
- Poesía en lengua bubi. Antología y estudio (Madrid: Sial Ediciones, 2007). ISBN 978-84-96464-69-8.
- Lingüística bantu a través del bubi (Salamanca: Servicio de Publicaciones de la Universidad de Salamanca, 2008). ISBN 978-84-7481-492-7.
- La Francofonía. El nuevo rostro del colonialismo en África (Salamanca: Amarú Ediciones. Colección Ciencias del Hombre. 2ª edición corregida y ampliada, 2008). ISBN 978-84-8196-290-1.
- Diccionario español-bubi/Ë ribúkku ra balláa béböbé-lëëpanná (Madrid: Editorial Akal -Colección Diccionarios Bilingües- y la Agencia Española de Cooperación Internacional para el Desarrollo/AECID, 2009. ISBN 978-84-460-3033-1.
- La etno-enculturación desde la oralidad africana. ¿Cómo se aprende a ser africano? (Saarbrücken -Deutschland/Alemania-: Editorial Académica Española/AV Akademikerverlag GmbH & Co. KG. 2013). ISBN 978-3-8473-5723-0.

### Narrativa
- Los caminos de la memoria (Madrid: Sial Ediciones. Colección Casa de África, 2016). ISBN 978-84-15746-89-8.
- Recuerdos del abuelo Bayebé y otros relatos bubis (Madrid: Sial Ediciones. Colección Casa de África. 2014). ISBN 978-84-15746-43-0.
- Cuentos Bubis de la Isla de Bioko (Salobralejo [Ávila]: Editorial Malamba, 2003). ISBN 84-931670-7-3.

### Poesia
- Löbëla (Madrid: Sial Ediciones (Colección Casa de África/AECI, 1999). ISBN 84-95140-05-5; Eugene, Oregon/USA: Resource Publications, 2015. Traduzido por Michael Ugarte. ISBN 13-978-1-4982-0372-2.
- Ombligos y raíces. Poesía africana (Madrid: Sial Ediciones/AECI, 2006). ISBN 84-96464-44-X; ISBN 84-96464-44-5.
- Las reposadas imágenes de antaño (Madrid: Sial Ediciones, 2008). ISBN 978-84-96464-50-6.
- Los callados anhelos de una vida (Madrid: Sial Ediciones. Colección Casa de África, 2012). ISBN 978-84-15746-07-2.
- Miradas invertidas versus Percepciones alteradas (Madrid: Sial Ediciones. Colección Casa de África, 2015). ISBN 978-84-15746-67-6.
- A Bépátto (Los del barrio) (Madrid: Sial Ediciones. Colección Casa de África, 2017). ISBN 978-84-17043-75-9.

### Livros colectivos
- Relaciones de España con Guinea Ecuatorial y Sahara Occidental: dos modelos de colonización y de descolonización. La política poscolonial y sus implicaciones para la defensa y la seguridad nacional (Granada: Editorial Universidad de Granada/Mando de Adiestramiento y Doctrina/MADOC, 2015. Colección Conde de Tendilla). ISBN 978-84-338-5790-3. Título: “Una lectura de las etapas colonial y postcolonial en las literaturas guineoecuatorianas” (Págs. 60-72).
- Ciencia y memoria de África: actas de las III Jornadas sobre Expediciones científicas y africanismo español, 1898-1998 (Madrid: Ateneo de Madrid/Universidad de Alcalá, 2002). ISBN 84-8138-501-8. Titulo da colaboração: "El español y las identidades lingüísticas de Guinea Ecuatorial" (Págs. 453-464).
- Literatura de Guinea Ecuatorial (Antología) (Madrid: Sial Ediciones. Colección Casa de África, 2000). ISBN 84-95498-17-0. Títulos das colaborações: “La última lanza” (Pág. 287), “Imagen y sangre” (Pág. 288), “¡Wésépa!” (Pág. 289), “La balada de Löbëla” (Pág. 290) e “La cita” (Pág. 291).
- La Recuperación de la Memoria. Creación cultural e identidad nacional en la literatura hispano-negroafricana (Alcalá de Henares: Universidad de Alcalá/Servicio de Publicaciones, 2004). ISBN 84-8138595-6. Título da colaboração: “La transgresión de la oralidad en las culturas guineoecuatorianas” (Págs. 65-85). )
- La Voz y la Escritura. Antología 2006 (Madrid: Sial Ediciones. En colaboración con la Comunidad de Madrid y el Ateneo de Madrid, 2006). ISBN 84-96464-35-0. Títulos das colaborações: “La última lanza” (Pág. 69), “Imagen y sangre” (Pág. 70), “¡Wésépa!” (Pág. 71) e “La balada de Löbëla” (Pág. 72). )
- Etnias, Estado y Poder en África (Vitoria-Gasteiz: Eusko Jauriaritzaren Argitalpen Zerbitzu Angustia/Servicio Central de Publicaciones del Gobierno Vasco, 2005). ISBN 84-457-2137-2. Título da colaboração: “Estado, Poder y Etnias en Guinea Ecuatorial” (Págs. 263-294).
- De Boca en Boca. Estudios de Literatura Oral de Guinea Ecuatorial (Vic/Barcelona: Ceiba/AECI, 2004). ISBN 84-933643-2-0. Título da colaboração: “La literatura oral: función, interpretación y transgresión” (Págs. 17-46).
- De Promisión (Las Palmas de Gran Canaria: Editorial Puentepalo y Canarias Cultura en Red [Gobierno de la Comunidad Canaria], 2007). ISBN 84-6112452-9. Título da colaboração: “Cuento de Wésépa” (Págs. 137-144).
- El Futuro de las Lenguas. Diversidad frente a Uniformidad (Madrid: Los Libros de la Catarata, 2009. Serie Ensayos. Unescoetxea). ISBN 978-84-8319-405-8. Título da colaboração: “Identidad y diversidad lingüística en África” (Págs. 111-134).
- Un mundo de relatos. Antología (Madrid: Pearson Educación, S.A., 2009). ISBN 978-84-205-5679-6. Ilustraciones de Pablo Auladell. Título da colaboração: “Recuerdos del abuelo Bayebé” (Págs. 61-78).
- Un món de relats. Antologia (Madrid: Pearson Educación, 2009). ISBN 978-84-205-5695-6. Il-lustracions de Pablo Auladell. Título da colaboração: “Records de l’avi Bayebé” (Págs. 61-78).
- Un mundo de relatos. Antoloxía (Madrid: Pearson Educación, S.A., 2009). ISBN 978-84-205-5734-2. Ilustrações de Pablo Auladell. Título da colaboração: “Recordos do avó Bayebé” (Págs. 61-78).
- Caminos y veredas: narrativas de Guinea Ecuatorial (México D.F.: Universidad Nacional Autónoma de México. Coordinación de difusión cultural, 2011). ISBN 978-607-02-2363-I. Títulos das colaborações: “Los mensajeros de Moka” (Págs. 51-80) e “Mi sobrino consorte Anfiloquio” (Págs. 81-101).  )
- Nueva antología de la literatura de Guinea Ecuatorial (Madrid: Sial Ediciones, 2012. Colección Casa de África). ISBN 978-84-9646-457-0.  Títulos das colaborações: “La leyenda de Wewèöpö” (Págs. 127-137), “Bölokityöwáálo: el que duerme ante las casas” (Págs. 138-141), “Nudos y lágrimas” (Pág. 649), “El testamento” (Pág. 650), “El desgarro” (Págs. 651-652), “Una vida” (Pág. 652), “Palmeras de la noche” (Págs. 653-654), “Rasgos humanos” (Pág. 655), “Eterno y confuso” (Pág. 656), “La palabra secuestrada” (Págs. 656-657), “Recuerdos y caminos” (Págs. 657-658), “Voces en mi sueño” (Pág. 659) e “Los ojos de ayer” (Pág. 660).
- Los mejores poemas de amor (Madrid: Pigmalion Edypro, 2013). Coordinador: Antonino Nieto Rodríguez. ISBN 978-84-15244-78-3. Títulos das colaborações: “Equilibrios reñidos” (Págs. 48-49), “Lo que sé de ti” (Págs. 50-51) e “Quiero o no quiero” (Pág. 52).
- Amores infieles. En el salón de las voces vírgenes (Madrid: Sial/Pigmalión, 2014. Coordenador: Antonino Nieto Rodríguez). ISBN 978-84-15916-32-1. Título da colaboração: “Entre deseos y esperas” (Págs. 80-84).
- La primera vez…que no perdí el alma, encontré el sexo (Madrid: Sial/Pigmalión, 2015). Coordenador: Antonino Nieto Rodríguez. ISBN 978-84-15916-90-1. Títulos da colaboração: “Tambores y gemidos” (Págs. 94-96) e “Letras que faltan” (Págs. 97-98).
- Literaturas hispanoafricanas: realidades y contextos (Madrid: Editorial Verbum, 2015). Editoras: Inmaculada Díaz Narbona y Josefina Bueno Alonso. Título da colaboração: “Hablemos de poesía en Guinea Ecuatorial” (Págs. 80-101). ISBN 978-84-9074-201-3.
- Conflictos y Desarrollo. Solidaridad Norte/Sur (Alicante: Publicaciones de la Universidad de Alicante, 2000). ISBN 84-7908-593-2. Título da colaboração: “Conflictos Étnicos y Desarrollo en Guinea Ecuatorial” (págs. 137-156).
- Universités Francophones et Diversité Linguistique. Actes du Colloque International sur le Thème: Universités Francophones et Diversité Linguistique (Université de Yaoundé-1: 27-29 juin 2008. Coord. Zachée Denis BITJAA KODY. Colloque organisé avec le concours financier des institutions suivantes: Ministères de l’Enseignement Supérieur du Cameroun, Université de Yaoundé-1 (FALSH), Agence Universitaire de la Francophonie, Ambassade de France au Cameroun), 2010. ISBN 978-2-296-11851-5. Título da comunicação: “Les langues minorées d’Afrique noire Francophone face aux grandes langues et aux langues internationales auxiliaires" (Páginas 163-185).
- La Palabra y la Memoria: Guinea Ecuatorial 25 años después (ensayo, poesía, relatos, teatro). Editor: Landry-Wilfrid Miampika. (Madrid: Editorial Verbum, 2010). ISBN 978-84-7962-641-9. Título da contribuição: “Las identidades minorizadas y la desconfiguración del Estado” (Págs. 38-44).
- Lenguas para fines específicos IV. Investigación y enseñanza. Coordenado por Sebastián Barrueco e Esther Hernández, 1996. ISBN 84-8138-996-X. Título da contribuição: "Le français à orientation policière" (Págs. 365-370).